# Habenaria concinna
Habenaria concinna är en orkidéart som beskrevs av Joseph Dalton Hooker. Habenaria concinna ingår i släktet Habenaria och familjen orkidéer.
Artens utbredningsområde är Assam (Indien). Inga underarter finns listade i Catalogue of Life.